# Odin Planitia
La Odin Planitia è una pianura presente sulla superficie di Mercurio, a 23,6° di latitudine nord e 169,86° di longitudine ovest. La pianura è stata battezzata dall'Unione Astronomica Internazionale in onore della divinità norrena Odino.